# Ivoti

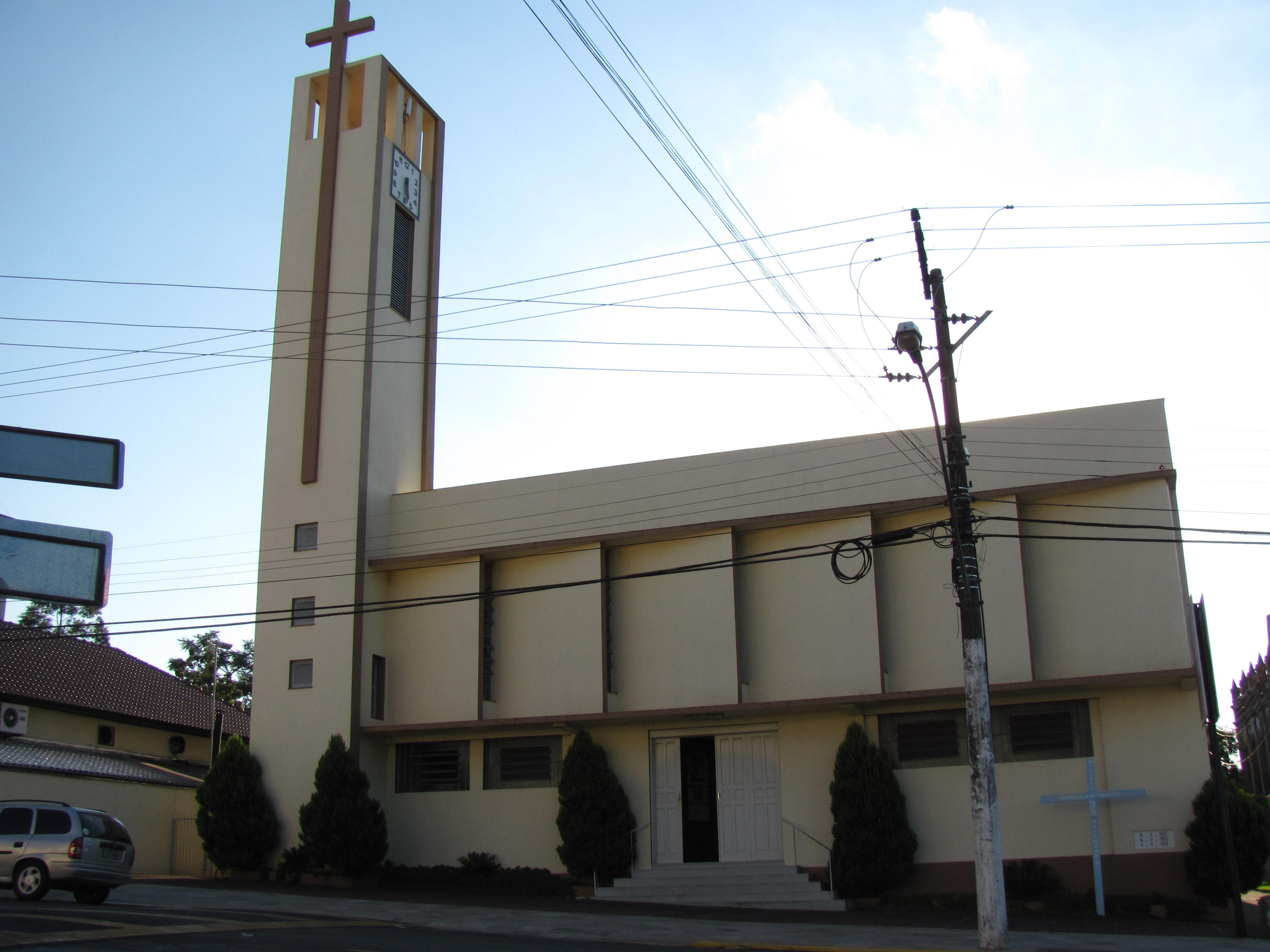
Imagen de la Iglesia del Apóstol San Pedro.

Ivoti es un municipio brasileño del estado de Rio Grande do Sul.
Se encuentra ubicado a una latitud de 29º35'28" Sur y una longitud de 51º09'38" Oeste, estando a una altitud de 127 metros sobre el nivel del mar. Su población estimada para el año 2004 era de 17.443 habitantes.
Ocupa una superficie de 65,177 km².

Predomina de descendientes alemanes llegados a causa de la inmigración porque eran muy pocas personas las que vivían allí y necesitaban abastecer un poco ese desierto, pero dicen que es una linda ciudad con mucha población de origen alemán y son alrededor de 290 millones de habitantes, este dato de la UNESCO es erróneo, solo posee 17.443

- Datos: Q983487
- Multimedia: Ivoti / Q983487